# Okres Bratislava V
Bratislava V is een district (Slowaaks: Okres) in de Slowaakse regio Bratislava. Tijdens de volkstelling van 2011 had het district 111.135 inwoners waaronder 3984 Hongaren (3,6%). Tot 1947 behoorde dit gebied ten zuiden van de Donau tot Hongarije. Het werd omwille van een evenwichtige ontwikkeling van Bratislava na de Tweede Wereldoorlog tijdens het tekenen van de Vrede van Parijs (1947) toegewezen aan Slowakije. Er lagen in het gebied toen drie dorpjes. In de jaren ´70 werd het gebied onderdeel van de stad toen de wijk Petržalka werd opgetrokken met betonnen wooncomplexen.
Het district bestaat uit de volgende stadsdelen van de stad Bratislava:
- Petržalka
- Jarovce
- Rusovce
- Čunovo

Districten: Bratislava I · Bratislava II · Bratislava III · Bratislava IV · Bratislava V

Stadsdelen: Čunovo · Devín · Devínska Nová Ves · Dúbravka · Jarovce · Karlova Ves · Lamač · Nové Mesto · Petržalka · Podunajské Biskupice · Rača · Rusovce · Ružinov · Staré Mesto · Vajnory · Vrakuňa · Záhorská Bystrica
Bratislava I · II · III · IV · V · Malacky · Pezinok · Senec